# Cratérope écaillé
Argya squamiceps
Espèce
Statut de conservation UICN

 LC  : Préoccupation mineure
Le Cratérope écaillé (Argya squamiceps) est une espèce de passereau de la famille des Leiothrichidae.

## Description
Cet oiseau mesure 26 à 29 cm de longueur avec une envergure de 31 à 33,5 cm et une masse de 64 à 83 grammes. Il a un long bec courbe, une longue queue, des ailes arrondies et des pattes fortes. Le plumage est gris-brun sur le dessus, plus pâle sur le dessous. Il a des stries sombres sur le dos et la gorge est blanchâtre. 
Cet oiseau émet des chants variés: sifflets, trilles et jacassements.

## Répartition
Cet oiseau vit dans l'est, le sud et l'ouest de la péninsule Arabique : aux Émirats arabes unis, à Oman, au Yémen et dans l'ouest de l'Arabie saoudite, mais il est absent de la partie centrale et du nord-est de la péninsule. Son aire de répartition s'étend aussi au nord de la Jordanie, en Israël et dans l'est du Sinaï. Il habite les savanes arides jusqu'à 2 800 mètres d'altitude au Yémen.

## Alimentation
Cette espèce se nourrit principalement sur le sol et a une alimentation très variée, comprenant des insectes, de petits vertébrés, des feuilles, des baies et des graines.

## Nidification
Le nid est une grande coupe d'herbe, de brindilles et d'autres matières végétales. La femelle pond trois à cinq œufs turquoise, plus d'une femelle pondant parfois ses œufs dans le même nid. Ils sont incubés pendant 13 à 14 jours et les oisillons quittent le nid après environ 14 jours supplémentaires. Ce sont des oiseaux sociaux très bavards vivant en collectivités territoriales. La taille du groupe varie de 2 à 22 individus. Habituellement, un mâle et plusieurs femelles vont se reproduire et les autres membres du groupe participent à l'incubation des œufs et à l'alimentation des jeunes.

## Comportement
Ces oiseaux dansent et prennent des bains ensemble, s'offrent des cadeaux, se nettoient et parfois se disputent entre eux pour avoir le privilège d'aider un autre congénère. Ils peuvent aussi nourrir leurs homologues. Ce comportement singulier fait d'eux un des exemples privilégiés pour les théories éthologiques sur l'altruisme chez les animaux.
Depuis les années 1970, Amotz Zahavi a observé cet oiseau, donnant naissance à sa théorie du handicap. Alors que ces oiseaux étaient considérés comme des animaux particulièrement altruistes, Zahavi a réinterprété leurs comportements en fonction de sa théorie : il suppose dans une étude parue en 1974 que les individus qui aident à l'alimentation des jeunes veulent gagner un certain prestige social au sein du groupe. Vinciane Despret, qui l'a suivi dans son travail, en a sorti un livre, Naissance d'une théorie éthologique : la danse du cratérope écaillé.